# Carmen Parra
Carmen Parra (Ciudad de México, 12 de noviembre de 1944) es una pintora mexicana con una larga trayectoria en temas relacionados con el patrimonio cultural de México. En las múltiples exposiciones que ha realizado, ha intentado con éxito romper la distancia que existe entre el presente y el pasado, a través de un grafismo y un juego cromático ya característico en su obra. Es una entusiasta promotora de la conservación y protección del patrimonio cultural y natural de México así como un sinfín de causas humanitarias. Ha dedicado más de 40 años de su trabajo a la conservación de la mariposa monarca y  desde el año 2010 trabaja con el águila real mexicana,  participó en la creación de “Refugio salvaje”, el primer refugio para la conservación del águila real. No es casual que se le conozca como la polígrafa ya que en su trabajo ha tocado múltiples temas e intereses.

## Biografía
Es hija del arquitecto Manuel Parra y de María del Carmen Rodríguez Peña. Desde niña siempre estuvo rodeada de arte, tuvo una formación multidisciplinaria. Estudió teatro en la Escuela Nacional Preparatoria número 5 de la UNAM y posteriormente inició sus estudios de antropología social en la Escuela Nacional de Antropología e Historia en la Ciudad de México. También estudió diseño gráfico para el cine en el Royal College of Arts de Londres, pintura en la Academia de Bellas Artes de Roma en 1964 y música en el Instituto Villalobos de Río de Janeiro. A su regreso a México concluyó sus estudios en la Escuela Nacional de Pintura, Escultura y Grabado La Esmeralda. Alumna también de Juan Soriano, cuenta con una trayectoria rica y personal, ha expuesto en nuestro país y en varios lugares del mundo.
Ha incursionado en varias técnicas, tales como el óleo, el gouache, el relieve en papel amate, la serigrafía, entre otras.
La VII Asamblea Legislativa del Distrito Federal (ALDF), entregó la Medalla Mérito en las Artes 2017
Recibió la Presea Cervantina 2022 que le otorgó el Festival Internacional Cervantino (FIC) por su labor incansable en la difusión del arte y la preservación del patrimonio cultural mexicano.

## Publicaciones sobre su obra
- 2015 Metamorfosis, travesía de Carmen Parra, varios autores, Facultad de Medicina de la UNAM y The Aspen Institute Mexico, México D.F.
- 2011 Carmen Parra: Peregrina del aire, varios autores, Fondo editorial de la Plástica Mexicana, México D. F.
- 2007 La grafostática u Oda a Eiffel, textos de Salvador Elizondo, fotografías de Pablo Ortiz Monasterio, Talleres Gráficos de la Nación, México D. F.
- 2006 Carmen Parra, Angels and Archangels: A vision of the Baroque in Mexico, El Aire Centro de Arte, México D.F
- 2005 Sin Cesar, Centro de Cultura Casa Lamm, México D.F.
- 1997 Der Himmel auf Erden, Eine zeitgenössische Vision des Barock in Mexiko, Erfurt und Moritzburg.
- 1984 La Cathédrale de Mexico : Temps captif, Gonzalo Celorio, Secretaria de desarrollo urbano y ecología, México.
- 1980 Tiempo cautivo, la Catedral de México, textos de Gonzalo Celorio, Galería Arvil, México D. F.

## Catálogos de exposiciones
- 2015 La flor de loto y el cardo, Carmen Parra y José Antonio Farrera, México D. F.
- 2015 Un uomo in fuga, il Caravaggio, Di Carmen Parra e Beppe Vesco, Palermo, Sicilia, Italia.
- 2015 Carmen Parra, Suave Patria, El Aire, Centro de Arte, A. C., México D.F.
- 2011 Carmen Parra, República del Aire: el Águila contra la Patria en extinción, Vicente Quirarte, Coordinación de Difusión Cultural de la UNAM, México D. F.
- 2000 Mariposa Monarca, Polvo de estrellas, Carmen Parra, Secretaria de Educación Púbica, el Aire Centro de Arte, México D. F.
- 1998 La traducción del retorno, Caja Madrid Fundación, Turner Libros, Madrid.
- 1997 En alas de la palabra, Carmen Parra, Hospicio Ortigosa y Comisión Nacional de Arte Sacro, Ed. El aire Centro de Arte y Turner Libros, México.
- 1996 Carmen Parra, Polvo de estrellas, Secretaria de Educación Púbica, el Aire Centro de Arte, México D. F.
- 1996 El cielo en la tierra, una visión contemporánea del barrocoCarmen Parra y Dolores Dahlhaus, Club de Banqueros, México D. F.
- 1993 Carmen Parra, Acercamiento al misterio: La Catedral de México, Secretaria de Desarrollo Social, Ed. El Equilibrista – Turner Libros, México D. F.[4]
- 1993 Carmen Parra, Retratos imaginarios, Secretaría de Hacienda y Crédito Público, México D. F.
- 1984 Carmen Parra, La luz no muere sola Sergio Fernández, Galería Lourdes Chumacero, México D. F.
- 1982 Carmen Parra, 40,000 años papalotl, Galería Sloane Racotta, México D. F.